# Schizolachnus pineti
Schizolachnus pineti är en insektsart som först beskrevs av Fabricius 1781. Enligt Catalogue of Life ingår Schizolachnus pineti i släktet Schizolachnus och familjen långrörsbladlöss, men enligt Dyntaxa är tillhörigheten istället släktet Schizolachnus och familjen barkbladlöss. Arten är reproducerande i Sverige. Inga underarter finns listade i Catalogue of Life.